# كوجك حسن باشا
كوجك حسن باشا أحد ولاة الدولة العثمانية على بغداد ولمرتين، وكانت ولايته الأولى من سنة (1048ه‍/1638م) إلى سنة (1049ه‍/1639م)، والثانية من سنة (1052ه‍/1642م) إلى سنة (1054ه‍/1644م).

## الولاية الأولى
تولى كوچك حسن باشا ولاية بغداد للمرة الأولى بعد ان تم فتح بغداد (1638) الموافق 1048 ه‍، على يد السلطان مراد الرابع في 23 شعبان فقام السلطان بتنظيم شؤون بغداد، وفي 25 منه عهد ببغداد إلى كوجك حسن باشا، وفوض القضاء إلى مصطفى التذكرجي، وأودعت وظائف أخرى إلى موظفين آخرين. وفي 12 من شهر رمضان في نفس السنة رجع السلطان مراد إلى عاصمته إسطنبول.
فانصرف الوالي إلى تأسيس النظام وتشكيل الإدارة وتقريبها ولو بصورة مصغرة من إدارة الدولة وتشكيلاتها. وجعل من بغداد مدينة كمدن الدولة. وقد سادت فيها الطمأنينة وعاد الفارون من حكم العجم إليها، ثم تكونت العمارات، وعمرت المساجد وأعيدت بغداد على ما كانت عليه من إقامة الصلوات والجمع.

## صفاته
كان كوجك حسن باشا ألباني الأصل، من الينكرجية فصار رئيس السكبانية، وفي شهر رمضان سنة 1047ه‍، نال منصب آغا الينكرجية ومنها ولي بغداد بالوجه المشروح. وكان موصوفاً بالشجاعة، والأهلون يطرونه باحسن الذكر. يقولون كان سليم الطوية، حليم السجية، يرعى الفقراء والصغار، ويوصي أعوانه بحسن السلوك ومراعاة العدل والحق، كما يمنع من الظلم ويزجر فاعله، ويعزر من يرى منه سوء فعله. وعلى كل كان حسن السلوك ومن أرباب الخير.
وعندما رتب ديوانه للعدل فأول ما قضى به ان اصدر حكماً. لفقير فنبه تنبيها أكيداً أن لا يميل أحد عن الحق لمحاباة، أو منفعة، وشدد النكير.

## عزله
بقي الصدر الأعظم ينظر بشؤون العراق العامة. ومن أجل ما فعله عقد المعاهدة مع إيران، وفي 2 وقيل في 4 المحرم سن1049ه‍-1639م، عهد بولاية بغداد إلى درويش محمد باشا الجركس بدل الوالي كوجك حسن باشا الذي عين لمنصب في وان، ثم نقل إلى منصب في طرابلس.
وغالب المدة التي قضاها الوالي تصادف وجود السلطان ببغداد، وبعد عودته كان الصدر الأعظم فيها. وبقي إلى آخر ايامه، أو الأنحاء العراقية للمفاوضات في الصلح بين إيران والعثمانيين.

## الولاية الثانية
بعد عزل الوالي درويش محمد باشا في 18 المحرم 1052ه‍، عن ولاية بغداد، اتجهت الأنظار إلى الوالي كوجك حسن باشا الذي كان أول والٍ على بغداد أيام فتحها، وكانت أخلاقه حميدة، وأوصافه مقبولة، واستجمع السجايا المرضية، فكان هذا من دواعي إعادته والياً على بغداد في 19 المحرم من نفس السنة.
وفي أيام حكمه هذه بذل جهوده لإعالة المحتاجين وإعانتهم بما استطاع، فكانت أعماله جليلة مشحونة بالثناء. واسمه موصوف بالخير والحلم. أكثر آماله سخرها لراحة الأهلين وحراسة المملكة وطمأنينتها. أزال الخوف والإضطراب وقام باعمال عمرانية وترصين حصون المدينة. بنى ثلاثة أبراج قرب باب الأعظمية في المحل المسمى (طابية ذي الفقار) قبالة برج العجم فكانت محكمة البناء لتكون سداً منيعاً في وجه الأعداء وحارساً للمدينة. ولا يزال هذا البناء معلناً عن آثاره الحسنة. وهو الآن مرقد أمير الأزبك امام قولي خان. كان قد جاء في طريقه للحج، ورد بغداد فمات فيها فدفن في هذا المحل.
واليوم يعرف باسم جامع الأزبك وأصله مرقد إمام قولي خان أمير الأزبك مات ببغداد، جاء بنية الحج فتوفى سنة 1060ه‍، وعليه سقاية ماء تتصل بالجامع تسمى سقاية جامع الأزبك.

## عزله ووفاته
دامت أحوال بغداد تسير بهدوء وسكينة والناس في راحة وطمأنينة، حتى جاءت سنة 1054ه‍/1644م، ففي 24 المحرم 1054ه، تم عزل الوالي كوجك حسن باشا، وخلفه الوالي دلي حسين باشا.
والملاحظ ان كوجك حسن باشا صار بعدها والياً على روم ايلي وأمر بالذهاب للحرب في كريت. وفي سنة 1058ه‍، أصابته رمية أودت بحياته.